# Хамра (национальный парк)
Ха́мра (швед. Hamra nationalpark) — национальный парк на северо-западе лена Евлеборг в Швеции. Национальный парк Хамра является популярным среди туристов и альпинистов.
Национальный парк по своей форме напоминает эллипс.
В национальном парке Хамра обнаружено более 450 видов насекомых и жуков. Почти всю территорию парка занимает хвойный лес. Встречаются ели возраста 300 лет.

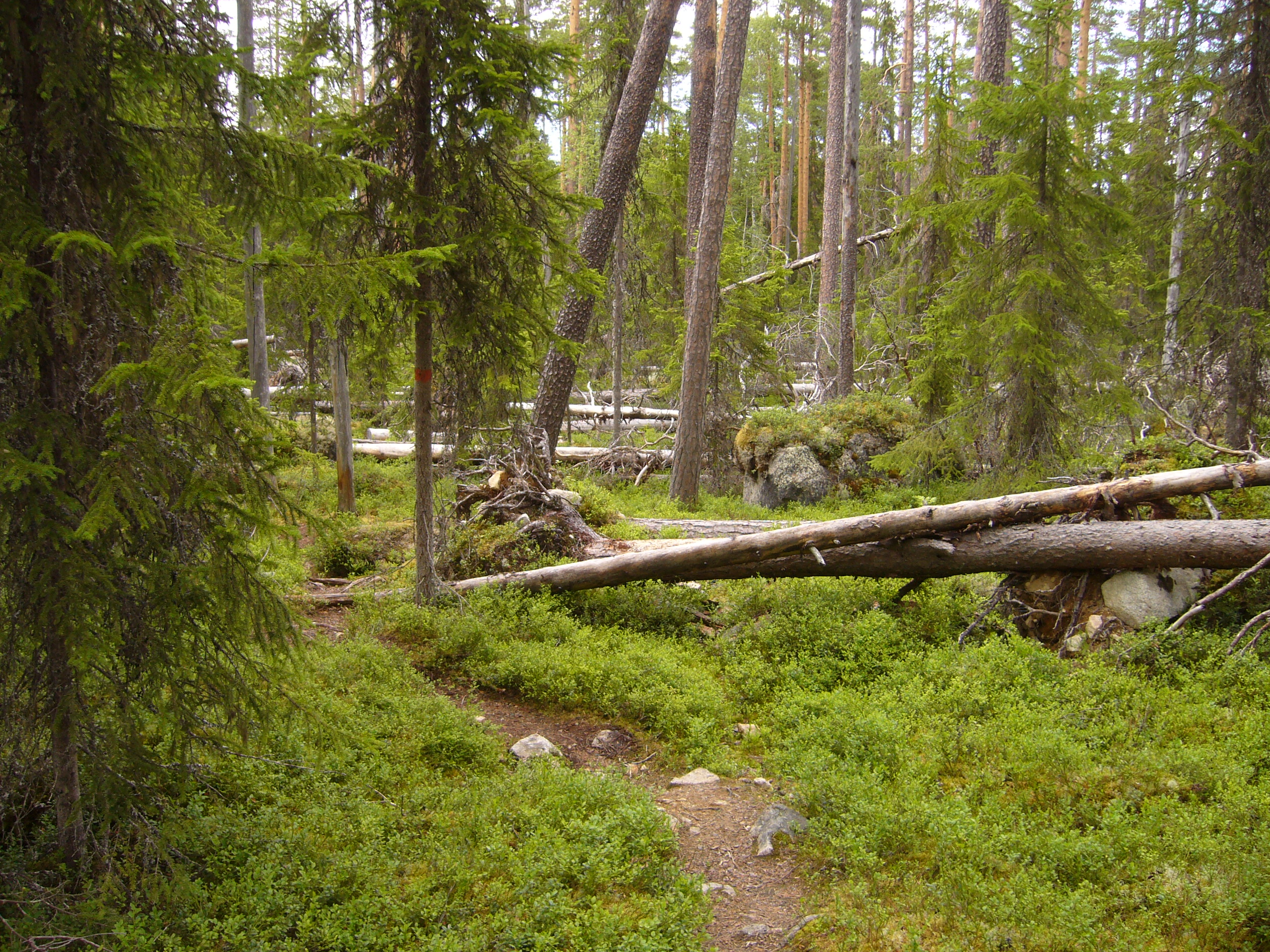
Национальный парк Хамра

Вместе с несколькими другими национальными парками Швеции Хамра является старейшим национальным парком в Европе.